# 李香凝 (花样滑冰运动员)
李香凝（2000年5月11日—）生于黑龙江省齐齐哈尔市，是一名中国女子花样滑冰运动员。四岁时，她的外祖母带她去冰场，她在那时开始练习滑冰。一开始她主攻女子单人滑，参加过2018年平昌冬奥，获得女子单人滑第22名。2018/19赛季后，她开始转攻双人滑，和同样参加过2016年冬季青奥的解众搭档。